# Championnat de Yougoslavie de football 1974-1975
Navigation
Saison précédente Saison suivante
La saison 1974-1975 du Championnat de Yougoslavie de football est la quarante-sixième édition du championnat de première division en Yougoslavie. Les dix-huit meilleurs clubs du pays prennent part à la compétition et sont regroupées en une poule unique où chaque formation affronte deux fois ses adversaires, à domicile et à l'extérieur. En fin de saison, les deux derniers du classement sont relégués et remplacés par les deux meilleures équipes de deuxième division.
C'est le club du Hajduk Split, tenant du titre, qui remporte à nouveau la compétition, en terminant en tête du classement final, avec trois points d'avance sur le FK Vojvodina Novi Sad et huit sur le FK Étoile rouge de Belgrade. C'est le 8e titre de champion de Yougoslavie de l'histoire du club, qui réussit le doublé en s'imposant en finale de la Coupe de Yougoslavie face au FK Borac Banja Luka, club de deuxième division.

## Les clubs participants
| - Partizan Belgrade - Dinamo Zagreb - FK Étoile rouge de Belgrade - Hajduk Split - FK Vojvodina Novi Sad - NK Rijeka - Promu de D2 - FK Radnicki Nis - FK Bor - Proleter Zrenjanin | - FK Velez Mostar - FK Radnički Kragujevac - Promu de D2 - OFK Belgrade - FK Vardar Skopje - FK Sarajevo - FK Zeljeznicar Sarajevo - FK Sloboda Tuzla - NK Celik Zenica - Olimpija Ljubljana |

## Compétition

### Classement
Le classement est effectué en utilisant le barème classique (victoire à 2 points, match nul un point, défaite zéro point).
| Rang | Équipe                      | Pts | J  | G  | N  | P  | Bp | Bc | Diff |
| ---- | --------------------------- | --- | -- | -- | -- | -- | -- | -- | ---- |
| 1    | Hajduk Split (T) (C)        | 48  | 34 | 20 | 8  | 6  | 56 | 29 | +27  |
| 2    | FK Vojvodina Novi Sad       | 45  | 34 | 16 | 13 | 5  | 53 | 32 | +21  |
| 3    | FK Étoile rouge de Belgrade | 40  | 34 | 16 | 8  | 10 | 61 | 44 | +17  |
| 4    | FK Velez Mostar             | 39  | 34 | 15 | 9  | 10 | 62 | 35 | +27  |
| 5    | Dinamo Zagreb               | 36  | 34 | 11 | 16 | 7  | 38 | 31 | +7   |
| 6    | FK Partizan Belgrade        | 36  | 34 | 13 | 10 | 11 | 55 | 49 | +6   |
| 7    | FK Sloboda Tuzla            | 36  | 34 | 12 | 12 | 10 | 41 | 45 | -4   |
| 8    | OFK Belgrade                | 32  | 34 | 11 | 10 | 13 | 40 | 40 | 0    |
| 9    | Zeljeznicar Sarajevo        | 32  | 34 | 11 | 10 | 13 | 45 | 46 | -1   |
| 10   | FK Radnički Niš             | 32  | 34 | 9  | 14 | 11 | 31 | 37 | -6   |
| 11   | NK Čelik Zenica             | 31  | 34 | 10 | 11 | 13 | 35 | 41 | -6   |
| 12   | Olimpija Ljubljana          | 31  | 34 | 7  | 17 | 10 | 37 | 48 | -11  |
| 13   | FK Sarajevo                 | 30  | 34 | 8  | 14 | 12 | 38 | 40 | -2   |
| 14   | NK Rijeka (P)               | 30  | 34 | 9  | 12 | 13 | 33 | 43 | -10  |
| 15   | FK Radnicki Kragujevac (P)  | 30  | 34 | 9  | 12 | 13 | 27 | 39 | -12  |
| 16   | FK Vardar Skopje            | 29  | 34 | 7  | 15 | 12 | 35 | 41 | -6   |
| 17   | FK Bor                      | 27  | 34 | 8  | 11 | 15 | 32 | 54 | -22  |
| 18   | Proleter Zrenjanin          | 26  | 34 | 7  | 12 | 15 | 27 | 52 | -25  |

|  | Qualification pour la Coupe d'Europe des clubs champions 1975-1976                                |
|  | Qualification pour la Coupe UEFA 1975-1976                                                        |
|  | Qualification pour la Coupe Mitropa 1975-1976                                                     |
|  | Relégation directe en deuxième division                                                           |
|  | (T) : Tenant du titre (C) : Vainqueur de la Coupe de Yougoslavie (P) : Promu de deuxième division |

## Bilan de la saison
| Championnat de Yougoslavie de football 1974-1975                        |                             |
| Champion                                                                | Hajduk Split (8e titre)     |
| Coupes et trophées                                                      |                             |
| Vainqueur de la Coupe de Yougoslavie 1974-1975                          | Hajduk Split                |
| Qualifications continentales                                            |                             |
| Coupe d'Europe des clubs champions 1975-1976                            | Hajduk Split                |
| Coupe des Coupes 1975-1976                                              | FK Borac Banja Luka (D2)    |
| Coupe UEFA 1975-1976                                                    | FK Vojvodina Novi Sad       |
| Coupe UEFA 1975-1976                                                    | FK Étoile rouge de Belgrade |
| Coupe Mitropa 1975-1976                                                 | FK Velez Mostar             |
| Promotions et relégations                                               |                             |
| Promus en Prva Liga                                                     | FK Borac Banja Luka         |
| Promus en Prva Liga                                                     | Buducnost Titograd          |
| Relégués en Championnat de Yougoslavie de football de deuxième division | Proleter Zrenjanin          |
| Relégués en Championnat de Yougoslavie de football de deuxième division | FK Bor                      |